# Humanware
Humanware. U nj ubrajamo personaliziranu programsku podršku i sklopovlje. Izrađuju se temeljem zahtjeva krajnjih korisnika čije potrebe mora zadovoljavati.

## Usporedi
- alfa-inačica
- beta-inačica
- plati koliko želiš
- darovna ekonomija
- freemium
- freeware
- shareware
- demo
- abandonware
- vaporware
- shovelware (crapware, garbageware)
- adware
- donationware
- otvoreni kod
- nagware
- glossyware
- beerware